# Coelogyne judithiae
Coelogyne judithiae là một loài thực vật có hoa trong họ Lan. Loài này được P.Taylor mô tả khoa học đầu tiên năm 1977.